# Muhlenbergia seatonii
Muhlenbergia seatonii är en gräsart som beskrevs av Frank Lamson Scribner och Henry Eliason Seaton. Muhlenbergia seatonii ingår i släktet muhlygräs, och familjen gräs. Inga underarter finns listade i Catalogue of Life.